# Achille Compagnoni
Achille Compagnoni (ur. 26 września 1914 w Santa Caterina di Valfurva, zm. 13 maja 2009 w Aoście) – włoski wspinacz. Razem z Lino Lacedellim, był pierwszym człowiekiem, który stanął na szczycie K2 – 31 lipca 1954 r. Po 53 latach dowiedziono jego nieetycznego zachowania, które to członkowie ekspedycji Amir Mehdi (Pakistan) oraz Walter Bonatti (Włochy) omal nie przypłacili życiem zaliczając biwak pod gołym niebem na wysokości 8100 m n.p.m. Uniemożliwiło im to dalszą wspinaczkę i zdobycie szczytu
Ekspedycję tę prowadził Ardito Desio.